# برادنتون
برادنتون هي مدينة في ولاية فلوريدا في الولايات المتحدة الأمريكية.

## المناخ
يظهر الجدول التالي التغييرات المناخية على مدار السنة لبرادنتون:
| البيانات المناخية لـبرادنتون      | البيانات المناخية لـبرادنتون | البيانات المناخية لـبرادنتون | البيانات المناخية لـبرادنتون | البيانات المناخية لـبرادنتون | البيانات المناخية لـبرادنتون | البيانات المناخية لـبرادنتون | البيانات المناخية لـبرادنتون | البيانات المناخية لـبرادنتون | البيانات المناخية لـبرادنتون | البيانات المناخية لـبرادنتون | البيانات المناخية لـبرادنتون | البيانات المناخية لـبرادنتون | البيانات المناخية لـبرادنتون |
| الشهر                             | يناير                        | فبراير                       | مارس                         | أبريل                        | مايو                         | يونيو                        | يوليو                        | أغسطس                        | سبتمبر                       | أكتوبر                       | نوفمبر                       | ديسمبر                       | المعدل السنوي                |
| --------------------------------- | ---------------------------- | ---------------------------- | ---------------------------- | ---------------------------- | ---------------------------- | ---------------------------- | ---------------------------- | ---------------------------- | ---------------------------- | ---------------------------- | ---------------------------- | ---------------------------- | ---------------------------- |
| متوسط درجة الحرارة الكبرى °ف (°م) | 71.2 (21.8)                  | 73.8 (23.2)                  | 76.9 (24.9)                  | 81.4 (27.4)                  | 87.1 (30.6)                  | 90.0 (32.2)                  | 90.9 (32.7)                  | 90.9 (32.7)                  | 89.0 (31.7)                  | 84.5 (29.2)                  | 78.2 (25.7)                  | 73.0 (22.8)                  | 82.2 (27.9)                  |
| متوسط درجة الحرارة الصغرى °ف (°م) | 51.8 (11.0)                  | 54.5 (12.5)                  | 58.3 (14.6)                  | 61.6 (16.4)                  | 67.8 (19.9)                  | 73.3 (22.9)                  | 74.8 (23.8)                  | 75.2 (24.0)                  | 73.7 (23.2)                  | 67.3 (19.6)                  | 60.2 (15.7)                  | 54.1 (12.3)                  | 64.4 (18.0)                  |
| الهطول إنش (مم)                   | 2.83 (72)                    | 2.55 (65)                    | 3.99 (101)                   | 2.15 (55)                    | 2.50 (64)                    | 8.24 (209)                   | 9.21 (234)                   | 9.81 (249)                   | 7.35 (187)                   | 2.83 (72)                    | 2.22 (56)                    | 2.50 (64)                    | 56.18 (1٬428)                |
| متوسط أيام هطول الأمطار           | 7.2                          | 6.0                          | 6.5                          | 5.0                          | 5.6                          | 12.9                         | 15.8                         | 16.9                         | 13.2                         | 6.8                          | 5.5                          | 6.1                          | 107.4                        |
| المصدر: NOAA                      |                              |                              |                              |                              |                              |                              |                              |                              |                              |                              |                              |                              |                              |

## توأمة
لبرادنتون اتفاقيات توأمة مع:
- باركاروتا

## أعلام
- لويس دنكان
- فرد هاتشينسون
- كليفورد روزير
- جيم هولشتاين
- سيباستيان كوردا
- كريستيان هاريسون
- أل كلينك
- تيري هاريسون
- جيسيكا كوردا
- جيويل يونغ